# Doubanjiang
La dou ban jiang es una pasta picante y salada hecha de habas fermentadas, soja, sal, arroz y especias variadas. El dou ban jiang se elabora en dos variantes: normal y picante, conteniendo la segunda guindillas y recibiendo el nombre de la dou ban jiang (辣豆瓣酱, là dòu bàn jiàng: là significa ‘picante’).
Se usa particularmente en la gastronomía de Sichuan, y de hecho la gente de la provincia alude frecuentemente a ella como «el alma de la cocina de Sichuan». Una variedad especialmente famosa es la llamada Pixian dou ban jiang (郫县豆瓣酱), llamada así por la ciudad de Pixian (Sichuan).
Esta salsa se fríe en aceite y se come con arroz o fideos como comida rápida, y también se usa habitualmente como condimento principal de platos de tofu frito y ensaladas frías de tofu. También se mezcla con frecuencia con fideos instantáneos para mejorar el sabor de los mismos, que suelen llevar mucho glutamato monosódico.
En muchas comunidades y factorías alimenticias chinas, el dou ban jiang se produce solo con soja y sal, y no contiene las habas ni las guindillas típicas de la variante de Sichuan.
En la cocina coreana hay una pasta picante de judías parecida llamada gochujang.